# استامفورد رافلز
سر توماس استامفورد بینگلی رافلز (به انگلیسی: Sir Thomas Stamford Bingley Raffles؛ ۶ ژوئیه ۱۷۸۱ – ۵ ژوئیه سال ۱۸۲۶) یک سیاستمدار بریتانیایی و فرماندار جاوه (۱۸۱۱–۱۸۱۵) تحت استعمار بریتانیا و استاندار بنکولن (۱۸۱۷–۱۸۲۲) بود که برای نقشش در تأسیس سنگاپور و مالایای بریتانیا شناخته شده‌است.
او در فتح جزیره اندونزیایی جاوه توسط نیروهای نظامی هلند و فرانسه در طول جنگ‌های ناپلئونی و کمک به گسترش امپراتوری بریتانیا به شدت نقش ایفا کرد. او همچنین یک نویسنده غیرحرفه‌ای بود و کتاب تاریخ جاوه (۱۸۱۷) را نوشت.